# Route départementale 1006
La route départementale 1006 ou D 1006 est une route de France située en Isère et en Savoie.
Elle va de la bordure du département du Rhône jusqu'à la frontière italienne après le passage du col du Mont-Cenis.

## Historique
À la suite de la réforme de 2006, la route nationale 6 a été déclassée en RD 1006 en Savoie et en Isère.